# Paula (Buenos Aires)
Paula es una localidad del partido de Bolívar, en la provincia de Buenos Aires, Argentina.

## Población
Cuenta con 40 habitantes (Indec, 2010), lo que representa un incremento del 17% frente a los 34 habitantes (Indec, 2001) del censo anterior.
| Gráfica de evolución demográfica de Paula entre 1991 y 2010 |
|                                                             |
| Fuente: Censos nacionales del INDEC                         |

## Historia
Este pueblo surgió en 1911 al inaugurarse su estación ferroviaria y su nombre se debe a Paula Florido, esposa de Juan Francisco Ibarra, propietario de las tierras. 

## Actualidad
Actualmente funciona una escuela primaria, con la posibilidad de continuar sus estudios secundarios en la escuela n.º 14 ubicada en el paraje La Vizcaína en la localidad de Juan F. Ibarra. También, cuenta con una unidad sanitaria. 